# Konrad Zick
Konrad Zick, auch Conrad Zick (* 15. Juni 1773 in Ehrenbreitstein; † 27. Mai 1836 in Koblenz), war ein deutscher Porträt- und Landschaftsmaler sowie Zeichenlehrer.

## Leben
Zick wurde als eines von vierzehn Kindern der Wirtstochter Anna Maria Gruber (1745–1811) und des kurtrierischen Hofmalers Januarius Zick, Sohn des Johannes Zick, in eine bekannte Malerfamilie geboren. Dort erhielt er eine künstlerische Ausbildung. Seit 1798 erteilte er selbst privaten Zeichenunterricht. Ab 1804 unterrichtete er zudem an der école secondaire, seit 1828 am Königlichen Gymnasium zu Koblenz. Sein Sohn Peter Gustav Zick, später ebenfalls Maler und Vater des Malers Alexander Zick, wurde 1809 geboren. Zick trat vor allem als Landschaftsmaler hervor, aber auch als Porträtist. Außerdem kommt ihm als Lehrer eine kunstgeschichtliche Bedeutung zu, denn Georg Saal, Simon Meister und Jakob Lehnen gelten als seine Schüler.

## Werke (Auswahl)

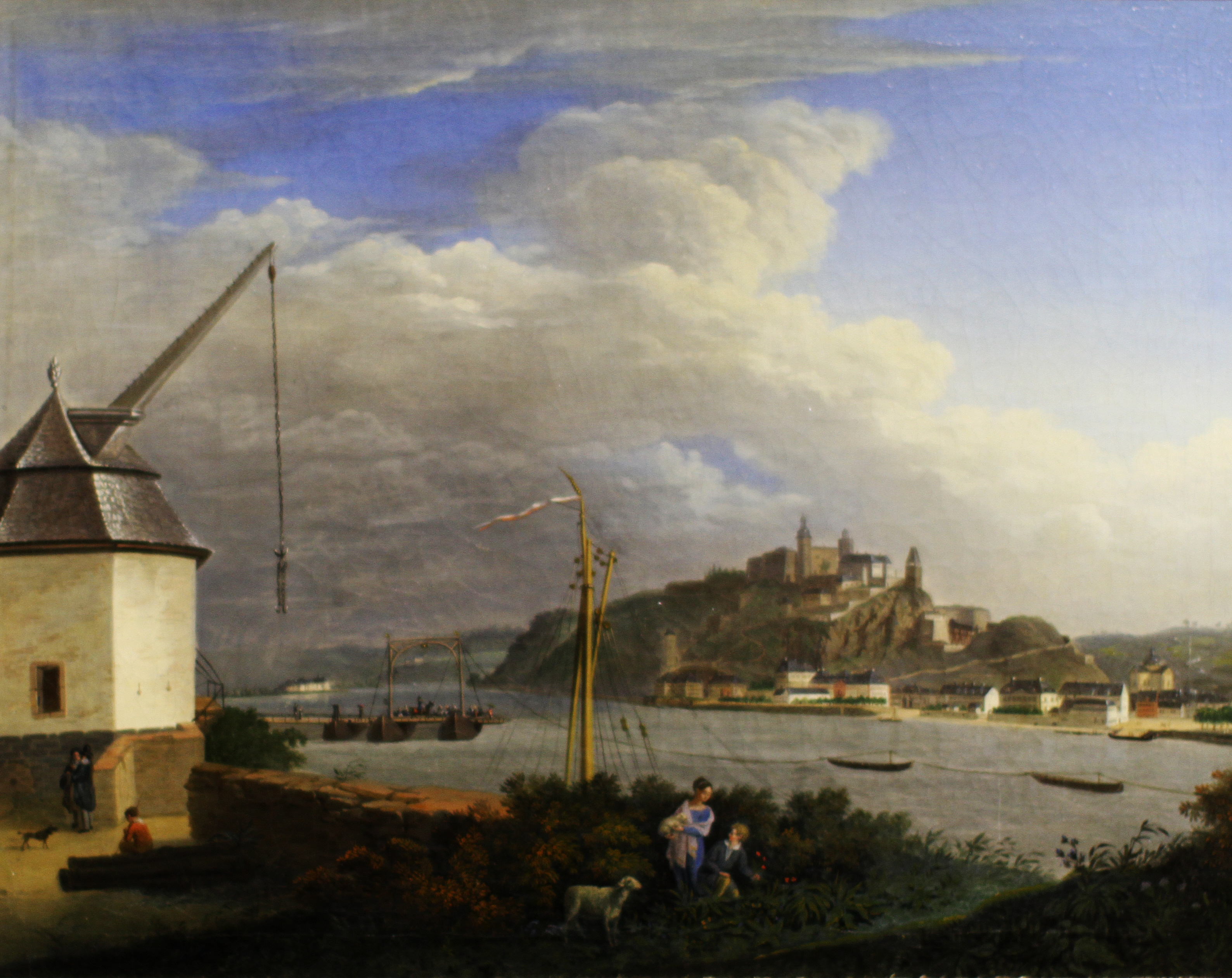
Blick auf Ehrenbreitstein und den Koblenzer Rheinkran, 1816

- Porträt des Johann Philipp von Kesselstatt, 1796[7]
- Selbstporträt, 1805[8]
- Darstellung des Evangelisten Johannes mit seinen Attributen Buch, Kelch und Schlange, 1815
- Blick auf Ehrenbreitstein und den Koblenzer Rheinkran, 1816
- Blick über die Mosel auf Koblenz
- Blick auf Koblenz und den Mittelrhein
- Kruzifix in der Pfarrkirche St. Katharina, Senheim/Mosel
- Selbstporträt[9]